# Askell Groc'hen
Askell Groc'hen (« chauve-souris » en breton) est un mouvement armé breton. Il revendique plusieurs attentats en 1996.
Selon le Front de libération de la Bretagne, les attentats que revendique ce groupe sont, à l'exception de celui contre la mairie de Surzur, des actions de l'Armée révolutionnaire bretonne. L'ARB conclut d'ailleurs qu'il s'agit de « l'acte d'un individu énervé, d'une manipulation médiatique ou d'une provocation policière. »